# Pinhal do Norte
Pinhal do Norte is een plaats (freguesia) in de Portugese gemeente Carrazeda de Ansiães en telt 315 inwoners (2001).